# Spitalul pentru copii găsiți
.

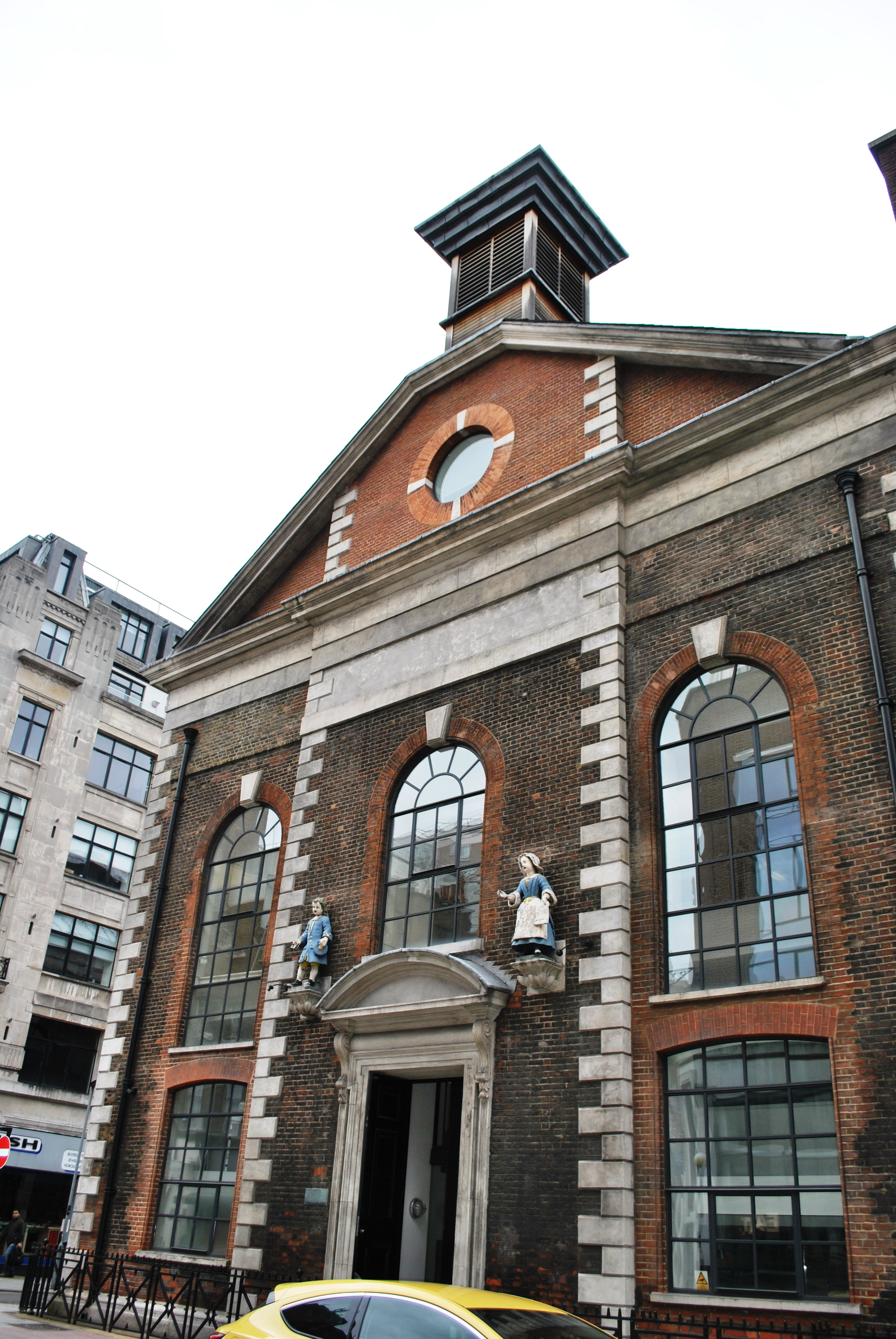
Spitalul Foundling a fost localizat pentru prima dată în Hatton Garden

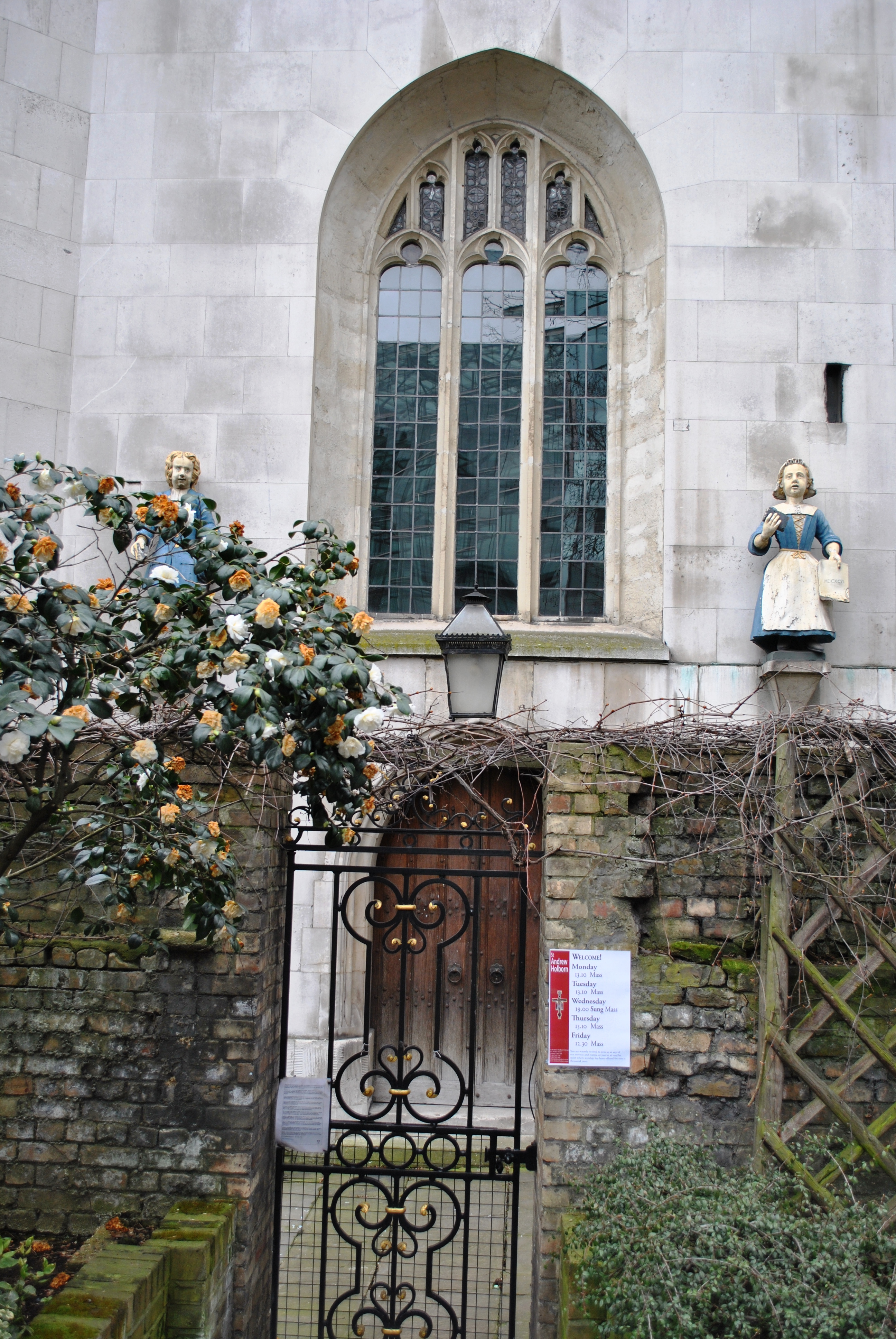
Aceleași statui de la Spitalul Foundling situat în Hatton Garden sunt deasupra ușii laterale a St Andrew Holborn din apropiere. Aici este îngropat Thomas Coram, fondatorul Spitalului Fondatorilor, rămășițele sale au fost aduse de la fondarea sa în anii 1960

Spitalul pentru copii găsiți sau Spitalul Foundling (în mod oficial Spitalul pentru educația copiilor expuși și abandonați ) a fost o casă de copii din Londra, Anglia, fondată în 1739 de căpitanul filantropic Thomas Coram. A fost înființată pentru „educația și întreținerea copiilor mici expuși și părăsiți”. Cuvântul „ spital ” a fost folosit într-un sens mai general decât este în secolul 21, indicând pur și simplu „ospitalitatea” instituției față de cei mai puțin norocoși. Prioritățile spitalului și comitetului a fost sănătatea copiilor, deoarece acesta combăteau variola, febra, consumul, dizenteria și chiar infecțiile din activitățile cotidiene, cum ar fi dentiția, care creșteau rata mortalității și riscau epidemii.

## Istoric

### Fundație
Thomas Coram i-a prezentat prima petiție pentru înființarea unui spital pentru copii găsiți regelui George al II-lea în 1735. Petiția a fost semnată de 21 de femei marcante din familii aristocratice, ale căror nume nu numai că au oferit respectabilitate proiectului său, dar au făcut din cauza lui Coram „una dintre cele mai la modă organizații de caritate ale zilei”. Alte două petiții, cu semnatari bărbați din nobilime, clase profesionale, noblețe și justiție, au fost prezentate în 1737. 
Carta regală fondatoare, semnată de regele George al II-lea, a fost prezentată de Coram la o adunare distinsă la „Vechea” Somerset House către Ducele de Bedford în 1739..Aceasta conținea scopurile și regulile spitalului, lista lungă de guvernatori și membrii fondatori: aceasta include 17 duci, 29 de Nobili, 20 de baroni, 20 de baroneți, 7 consilieri, domnul primar și 8 consilieri ai Londrei, etc..
Înregistrările arată că între 1 ianuarie 1750 și decembrie 1755, 2523 de copii au fost aduși pentru admitere, dar doar 783 au fost primiți. Finanțarea privată a fost insuficientă pentru a face față cererii publice.

## Muzică și artă

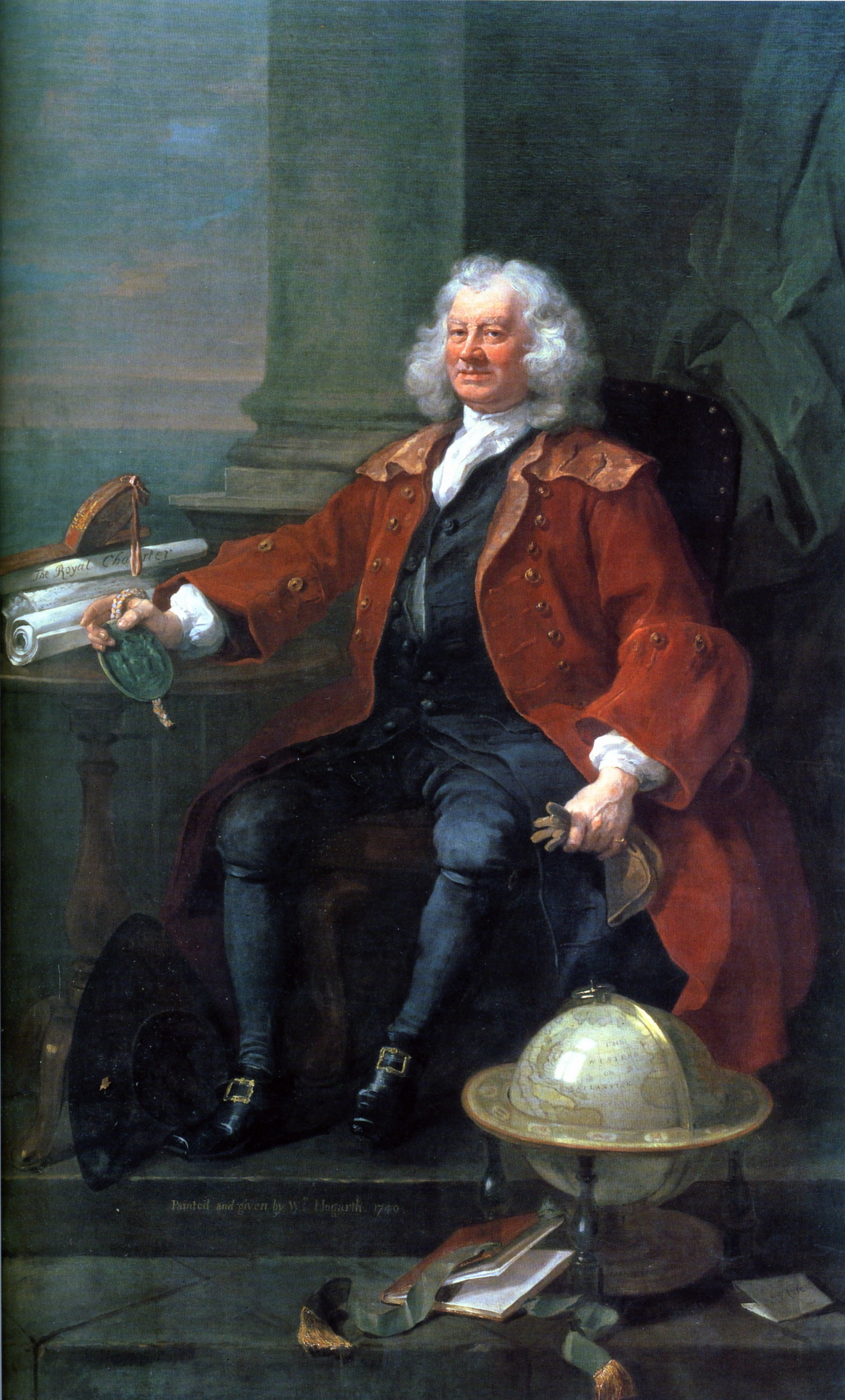
Portretul lui Thomas Coram făcut de William Hogarth.

Spitalul Foundling a devenit o organizație de caritate și la modă, a fost susținută de multe figuri remarcate ale vremii din înalta societate și arte. Printre ei se numără un număr de artiști renumiți, datorită unuia dintre cei mai influenți guvernatori ai săi, portretistul și caricaturistul William Hogarth.
Artă
Hogarth, care nu avea copii, a avut o asociere lungă cu spitalul și a fost un guvernator fondator. El a proiectat uniformele copiilor și stema, iar el și soția sa Jane au încurajat copiii aflați. De asemenea, Hogarth a decis să înființeze o expoziție de artă permanentă în noile clădiri, încurajând și alți artiști să realizeze lucrări pentru spital. Prin crearea unei atracții publice, Hogarth a transformat Spitalul, era la modă pentru organizații caritabile din Londra, în timp ce vizitatorii se înghesuiau pentru a vedea operele de artă și pentru a face donații. Datorită acestor activități de artă, galeriile erau recunoscute în Marea Britanie, iar inițiativa de strângere de fonduri a acestuia a creat prima galerie de artă publică din Marea Britanie. 
Mai mulți artiști englezi contemporani au împodobit pereții spitalului cu lucrările lor, printre care Sir Joshua Reynolds, Thomas Gainsborough, Richard Wilson și Francis Hayman.
Expozițiile de tablouri care au fost organizate de către Societatea Diletante, au dus la formarea Academiei Regale în 1768. 
Muzică
În mai 1749, compozitorul George Frederic Handel a susținut un concert benefic în capela Spitalului pentru a strânge fonduri pentru organizație de caritate, interpretând piesa sa corală special compusă, Imnul Spitalului pentru Trovatori.